# Église Notre-Dame de la Chapelle à Bruxelles
Pour les articles homonymes, voir La Chapelle.
L'église Notre-Dame de la Chapelle (en néerlandais : Onze-Lieve-Vrouw-ter-Kapellekerk), ou simplement l'église de la Chapelle (en néerlandais : Kapellekerk), est une église belge située dans le quartier historique des Marolles à Bruxelles. C'est l'un des monuments de la ville dont les racines historiques sont les plus anciennes.

## Origines
La présence d’une chapelle à cet endroit est attestée par une charte datée de l’année 1134 et signée de la main du duc Godefroid le Barbu. Par ce document, celui-ci fait don d’une chapelle qu’il a fait construire, située « extra oppidum Bruxellae » (hors des fortifications de Bruxelles), aux moines bénédictins de l'abbaye du Saint-Sépulcre de Cambrai qui y fondent un prieuré. Les privilèges des moines seront accrus en 1195 par Henri Ier de Brabant qui désigne la chapelle comme : « Capella Beatae Mariae extra muros oppidi Bruxellensis sita ». Ces mentions hors les murs font partie des éléments qui ont fait considérer par certains historiens la construction de la première enceinte de Bruxelles comme antérieure à l’époque généralement admise du début du XIIIe siècle.

## Histoire

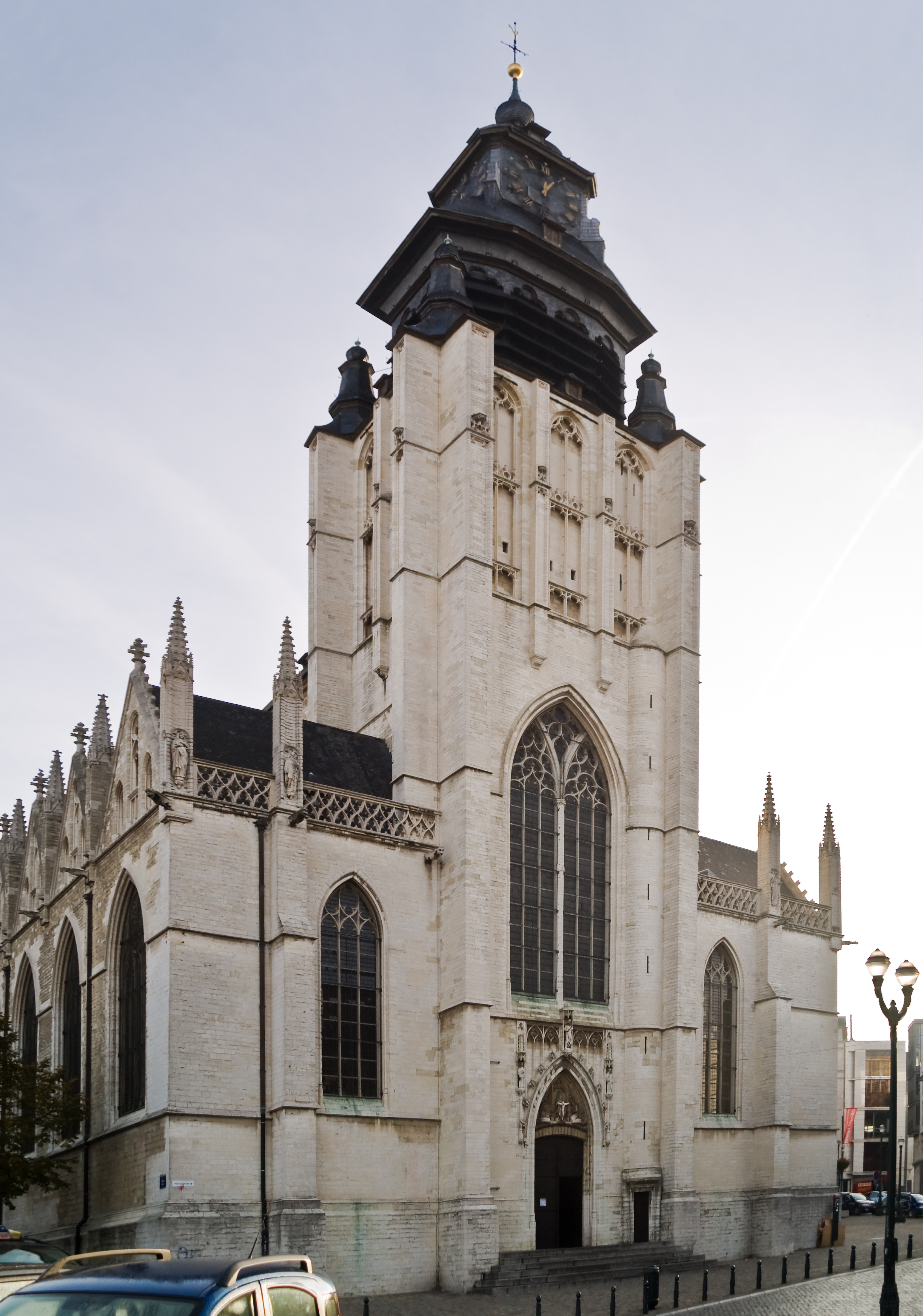
Le clocher-porche de l'église Notre-Dame de la Chapelle.

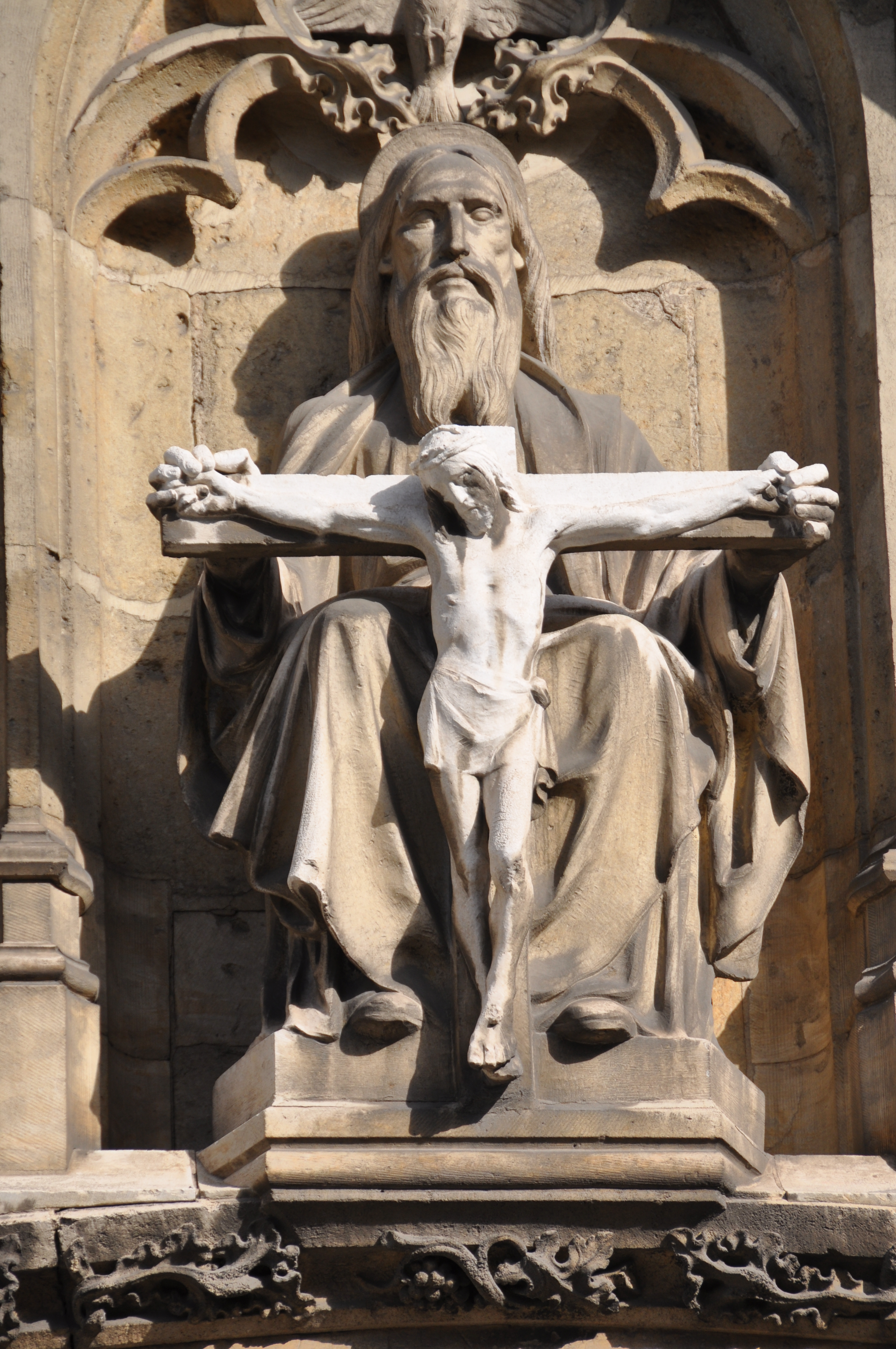
La statue du Christ au-dessus du porche.

L’église de la Chapelle a connu une histoire mouvementée faite de phases successives de destruction partielle, incendie, saccages, bombardement, et de reconstructions, transformations et restaurations, ce qui en fait une œuvre marquante de la transition du style roman vers le gothique.
La transformation de la chapelle en église débute en 1210. Un quartier se développant hors de l'enceinte de Bruxelles, la chapelle — agrandie — en devient l'église paroissiale (deuxième paroisse de la ville). Les travaux s'achèvent dans le courant du XIIIe siècle. La création de cette seconde paroisse indique que déjà à cette époque, une population importante s’est établie le long de l’ancienne chaussée romaine, qui deviendra la rue Haute, au-delà des remparts et de la Steenpoort (nl).
Le chœur et le transept, de style romano-gothique, bâtis entre 1250 et 1275, contrastent avec la nef, vaisseau gothique flamboyant construit au XVIe siècle, après que l’édifice fut en partie détruit en 1475 en même temps que l’ensemble du quartier, par un violent incendie.
L'église est saccagée en 1574 par les calvinistes qui en détruisent le mobilier. En 1695, elle est endommagée lors du bombardement de Bruxelles par les Français. De 1699 à 1708 l'église est restaurée. La flèche de la tour ouest est remplacée par le clocher baroque actuel en ardoises, conçu par l'architecte bruxellois Antoine Pastorana.
Au cours de son histoire, l’église a accueilli les sépultures de grandes familles et de personnages illustres, parmi lesquelles en 1569, celle de Pieter Brueghel l'Ancien dont la maison se trouve toujours rue Haute, de Charles d'Hovyne, président du Conseil Privé, par le sculpteur Jean van Delen, ou en 1719, celle de François Anneessens. La population quant à elle était enterrée sur le côté de l’église, dans le cimetière qui a occupé l’emplacement de l’actuelle place de la Chapelle jusqu’en 1822 avant d'être converti en place publique où se tiennent marchés et kermesses populaires.
Nouvelle péripétie au XXe siècle avec le percement au pied de l’édifice du tunnel de la jonction ferroviaire Nord-Midi, qui fera craindre pour sa stabilité. De 1989 à 1996, l'église a bénéficié d'importants travaux de restauration.
L'église de la Chapelle est la paroisse de la communauté catholique polonaise de Bruxelles. Dans une chapelle latérale est vénérée une icône de la Vierge de Częstochowa.

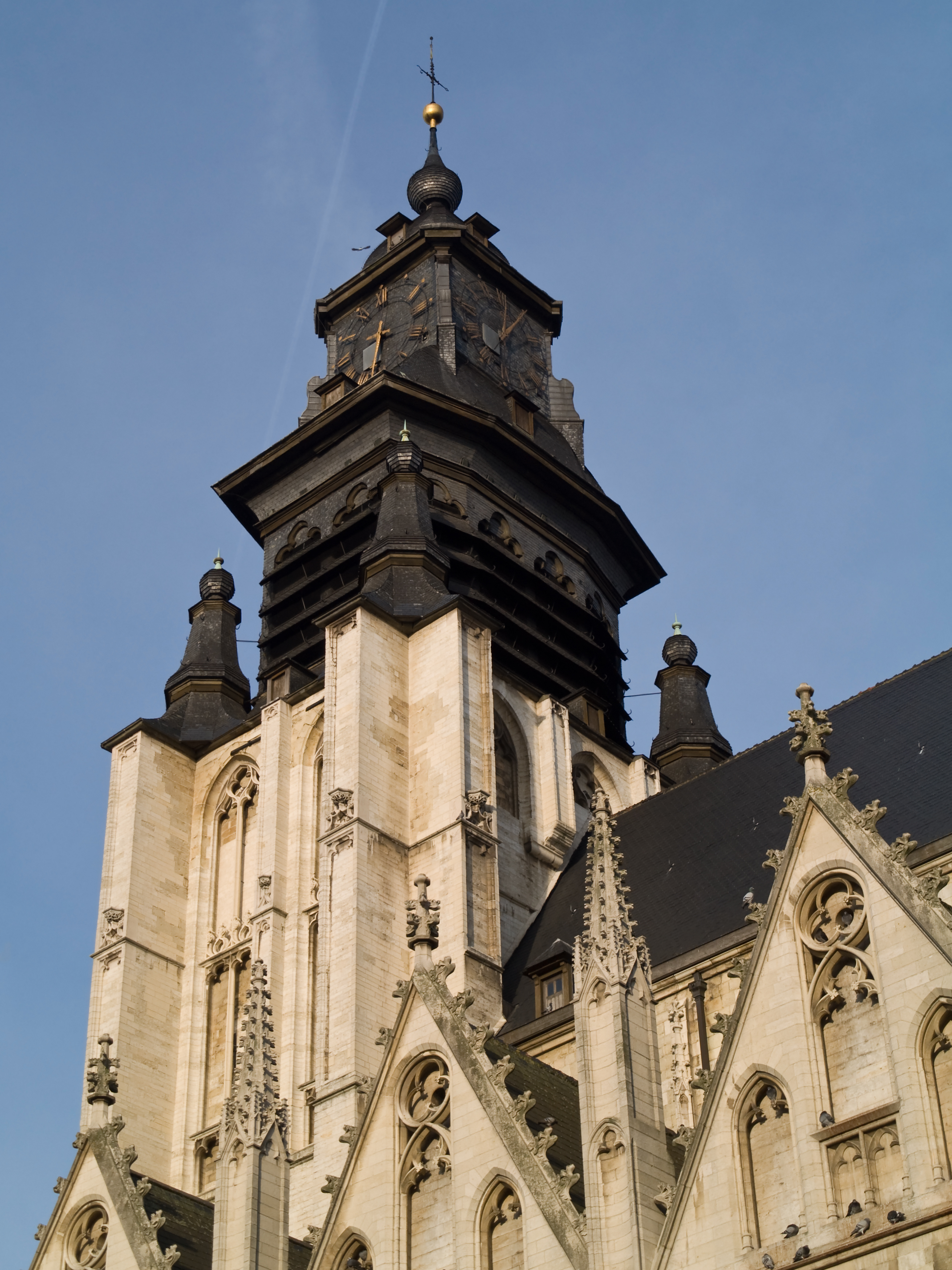
Le clocher de l'église de Notre-Dame de la Chapelle.
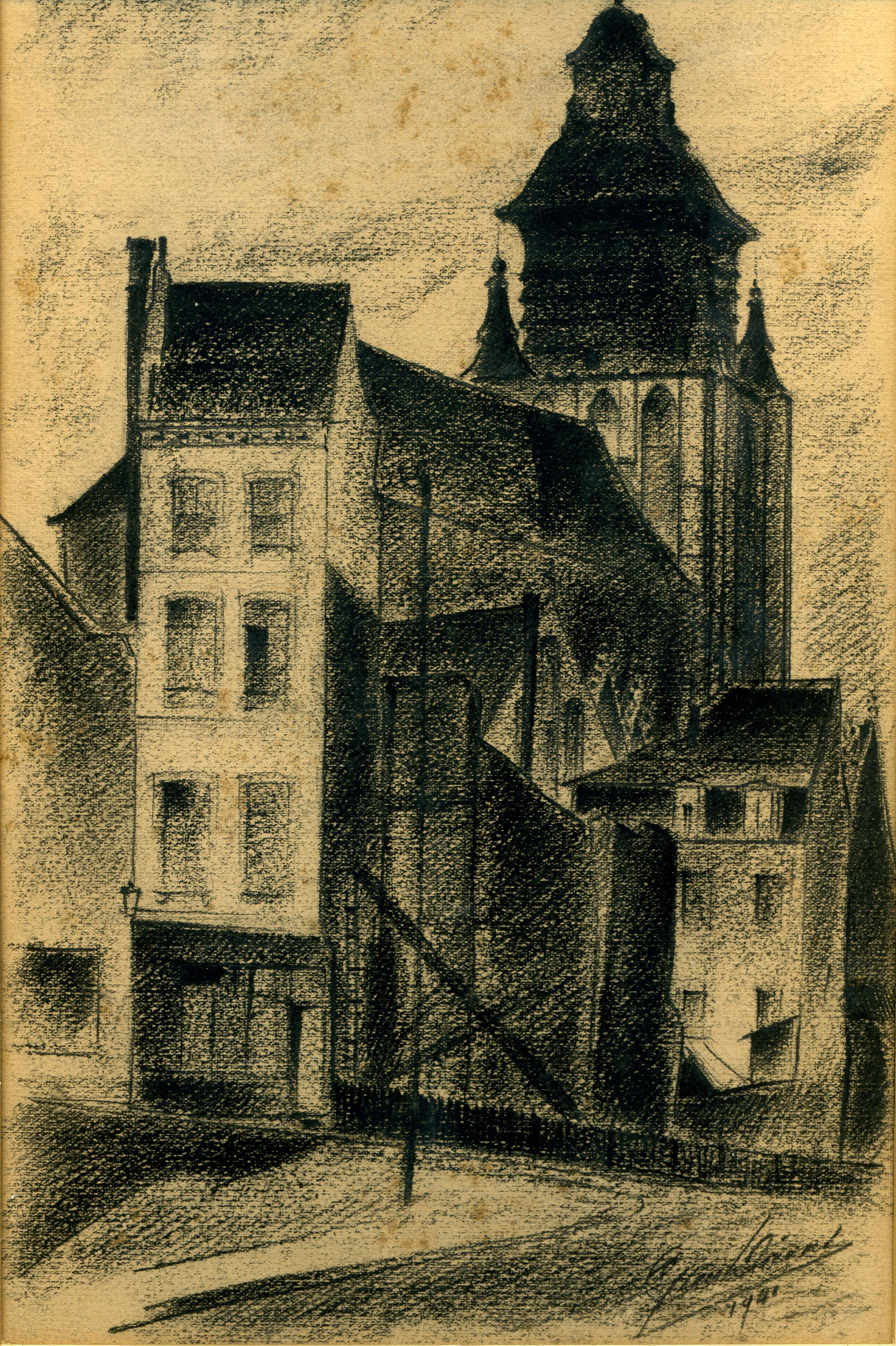
Église Notre-Dame de la Chapelle et maison rue des Alexiens, dessin de Léon van Dievoet, 1941.
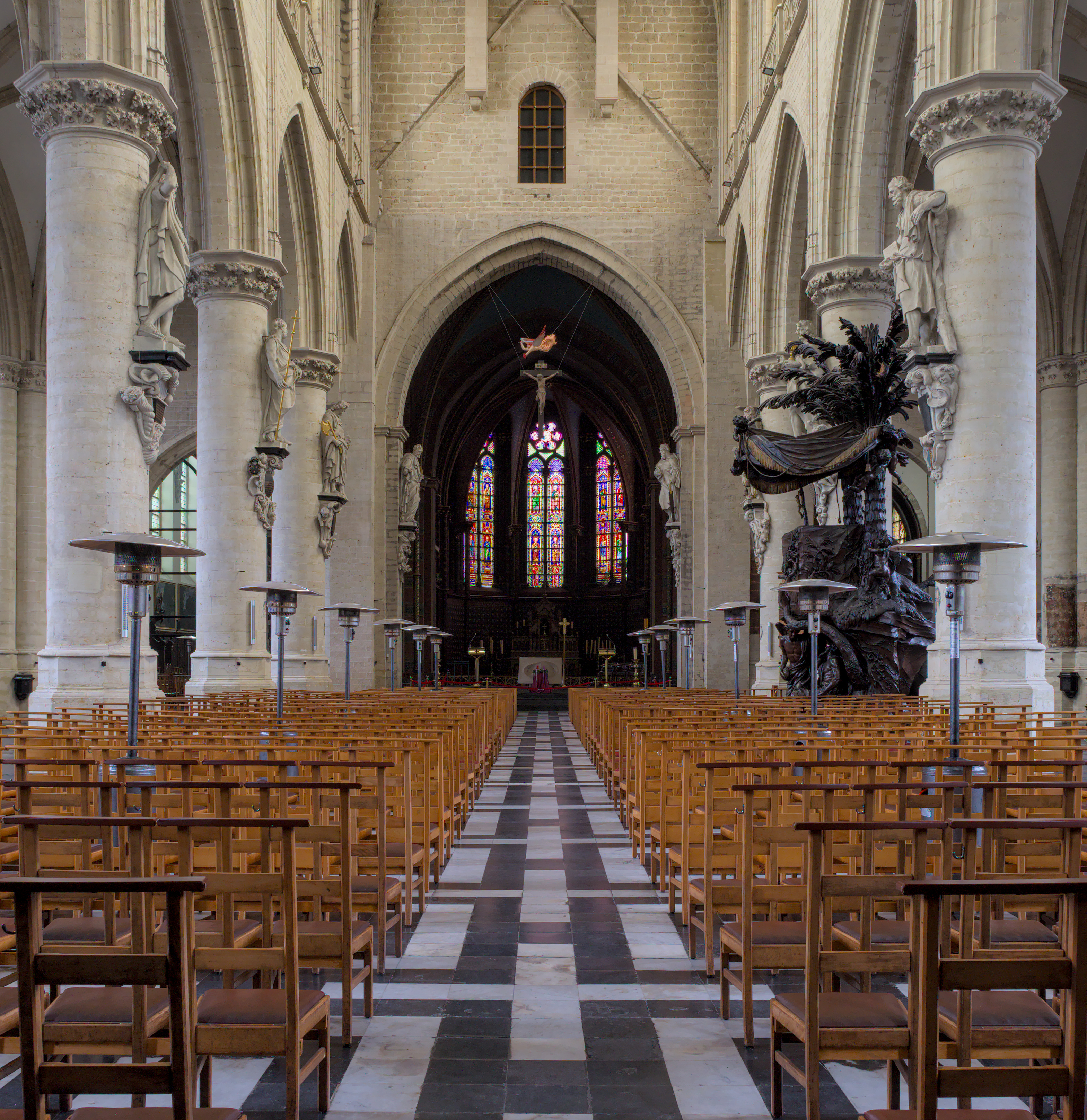
La nef centrale.
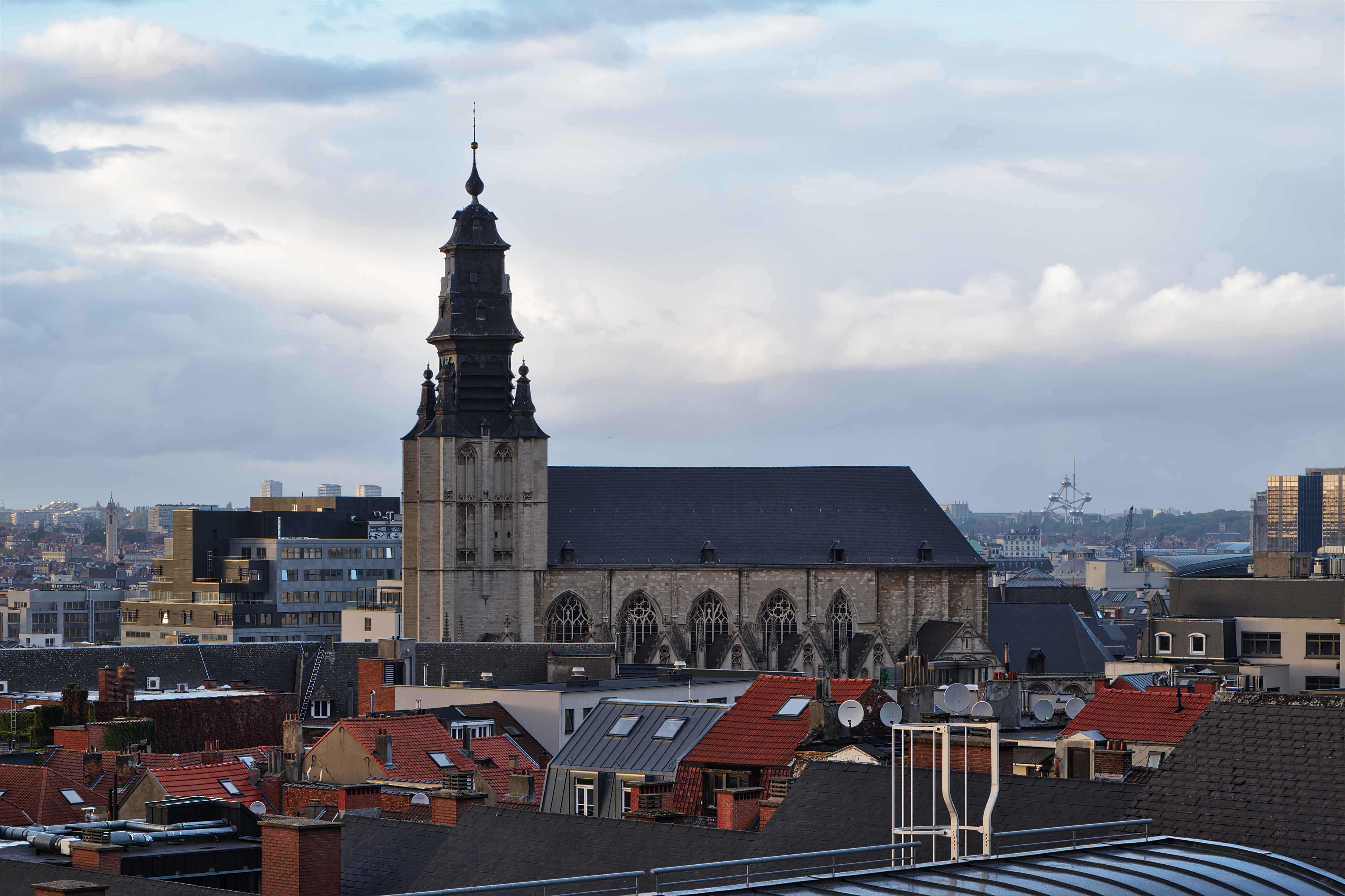
L'église vue depuis le toit de l'Athénée Robert Catteau

## Trésors artistiques

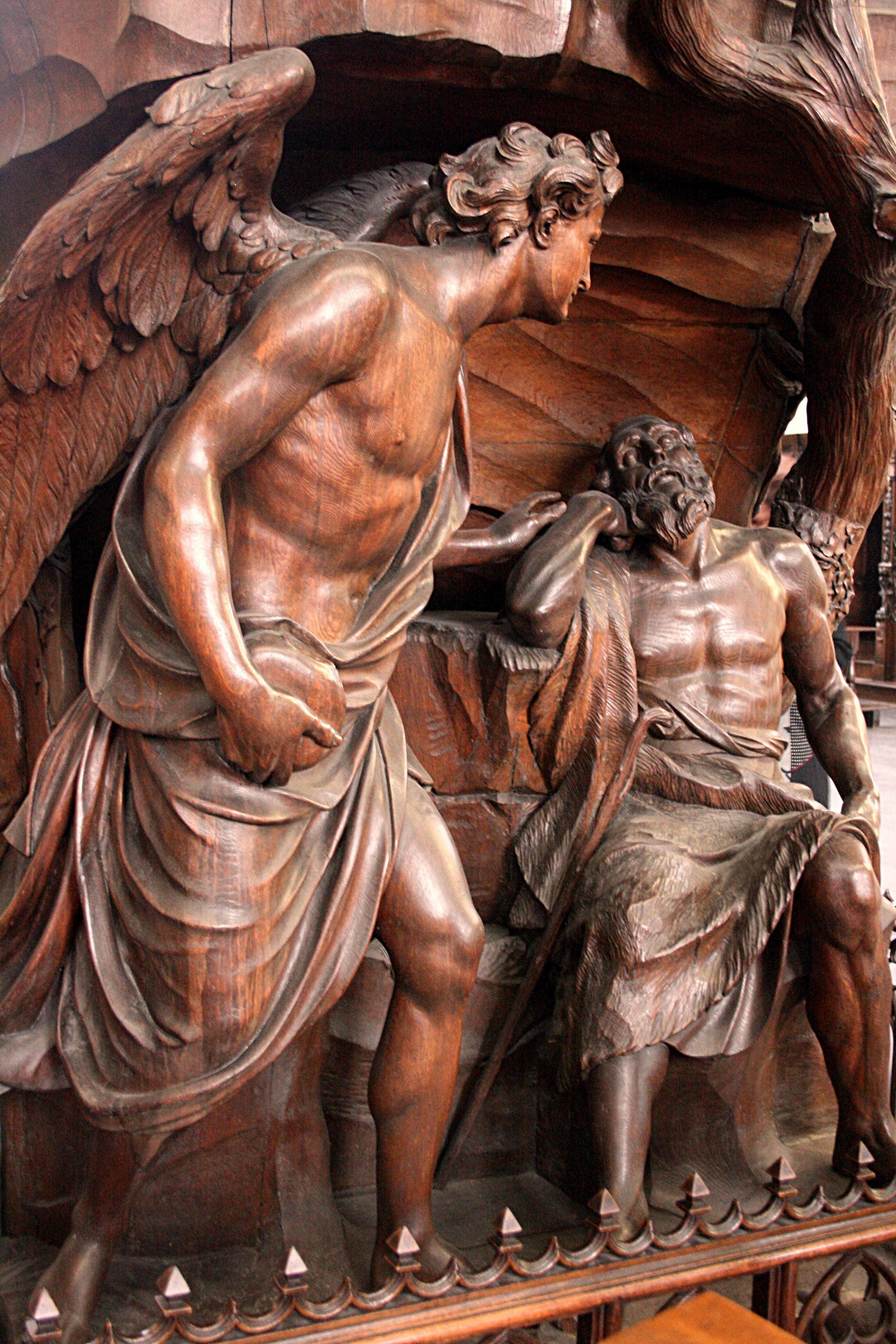
Détail de la chaire baroque.

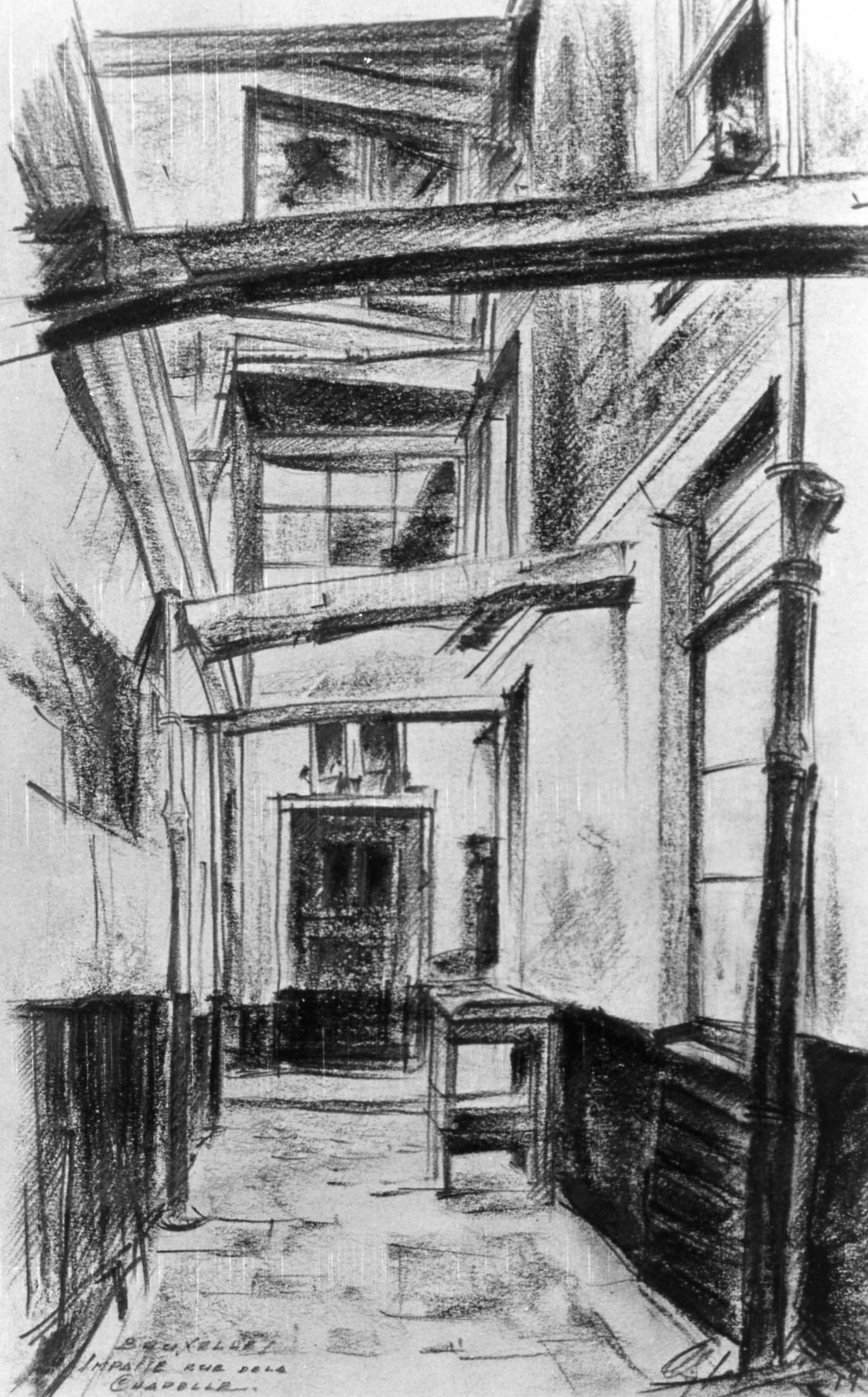
L'impasse derrière l'église de la Chapelle, (dessin par Léon van Dievoet, 1939).

Les différentes chapelles latérales abritent une intéressante collection de peintures (de Hendrick de Clerck), sculptures, vitraux et mobilier.
- Les fonts baptismaux datent de 1475.
- La chaire de vérité, datant de 1721, est œuvre de Pierre-Denis Plumier. Le thème en est l'ange de Dieu nourrissant le prophète Élie au désert, inspiré du passage biblique du Premier Livre des Rois (1 R.19:1-8).
- Une jolie statue en bois de Marguerite d'Antioche date du XVIe siècle.
- Copie d'un tableau de Pierre-Paul Rubens : Jésus remettant les clés du Royaume des cieux à Simon devenu Pierre[4].
- La châsse des reliques de Saint Boniface se trouve dans une chapelle du bas-côté gauche.
- Une émouvante Nuestra Señora de la Soledad (Notre-Dame de la Solitude)[5], qui aurait été offerte par la fille de Philippe II, et qui inspira à Michel de Ghelderode un conte dans ses « Sortilèges » parus en 1941.

## Sépultures
- Pierre Breughel : Chapelle de Notre-Dame.
- La famille Spinola
- Matthias Tielemans : chirurgien impérial
- Louis Verreycken et Louise de Micault : Chapelle de Saint-Hubert.
- Charles d'Hovyne : président du Conseil Privé.
- Simon Camerata.

## Orgues
L'église Notre-Dame de la Chapelle abrite deux instruments très différents l'un de l'autre. L'orgue de tribune, construit par Pierre Schyven en 1890, est de style romantique. Il comprend 22 jeux répartis sur deux claviers et pédales. Le buffet, en chêne, est construit en deux corps en style néo-gothique.
Dans le bas-côté de la nef se trouve un orgue construit par Rudi Jacques en 1996-97 à la demande d'Arnaud Van de Cauter. Le style se rapproche de celui des instruments des Pays-Bas méridionaux au XVIIe siècle. À cette époque, le tempérament utilisé favorise l'usage des tierces. Ainsi, huit tierces successives sonnent parfaitement juste. A contrario, une quinte sonne particulièrement faux : la « quinte du loup » ! Elle n'est habituellement pas utilisée sauf pour faire des effets spéciaux et surprendre l'oreille. Cette manière d'accorder se nomme le tempérament mésotonique. D'autre part, la première octave est construite selon le principe de l'octave courte, un système qui permet à la main de jouer de grands intervalles tout en évitant de faire de grands mouvements. Le répertoire pour orgue regorge d'œuvres écrites pour tempérament mésotonique et octave courte ; il s'étend durant toute la Renaissance et une bonne partie de l'Ère baroque.
L'orgue possède huit jeux, un clavier de 47 touches et un pédalier de 25 notes, accroché.
Cet instrument unique a une autre particularité : celui d'être démontable. Il a déjà eu l'occasion de voyager dans toute la Belgique, en France et aux Pays-Bas.
Chaque année, à la fin du mois d'août, le festival L'Orgue d'Août, organisé par l'association Voce et Organo autour de cet instrument, permet d’entendre, en l'église Notre-Dame de la Chapelle, chanteurs, instrumentistes et organistes de renom, spécialisés dans l’interprétation de la musique ancienne.

## Accès
- L'église a donné son nom à la gare de Bruxelles-Chapelle, le long de la jonction Nord-Midi.
- Elle est desservie par l'arrêt Chapelle des lignes de bus 27, 48 et N12 de la STIB.